# Karl Gustav Adolf Thomas

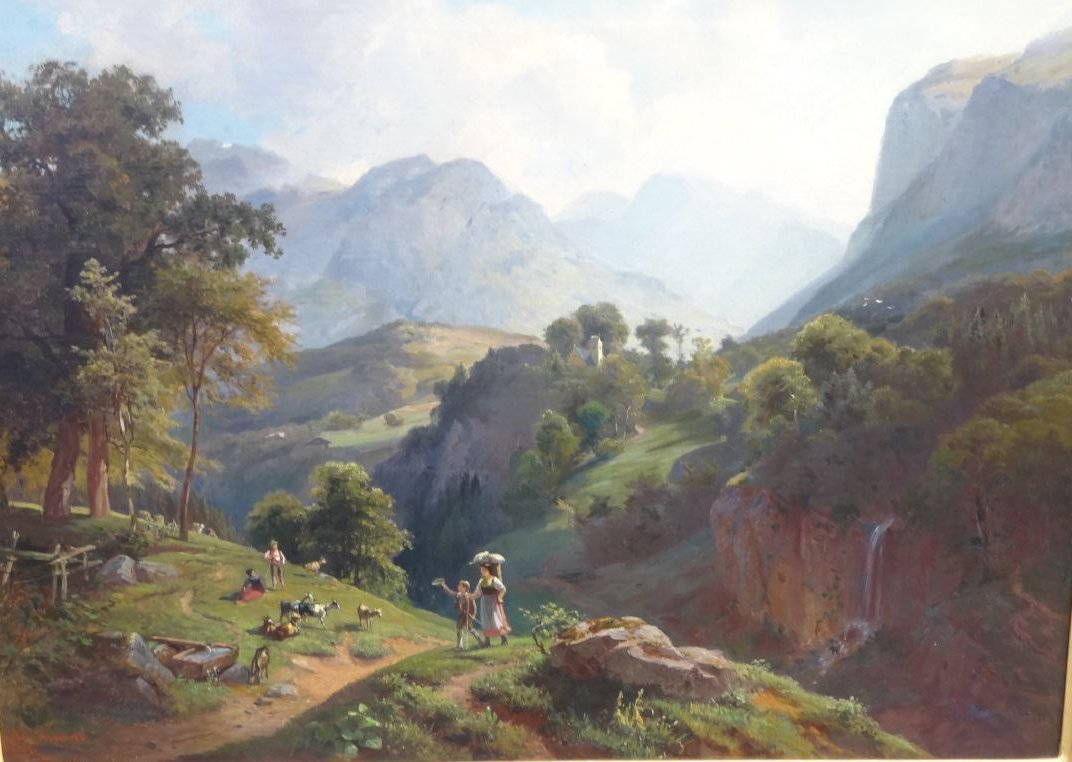
Alpenszene mit Hirten

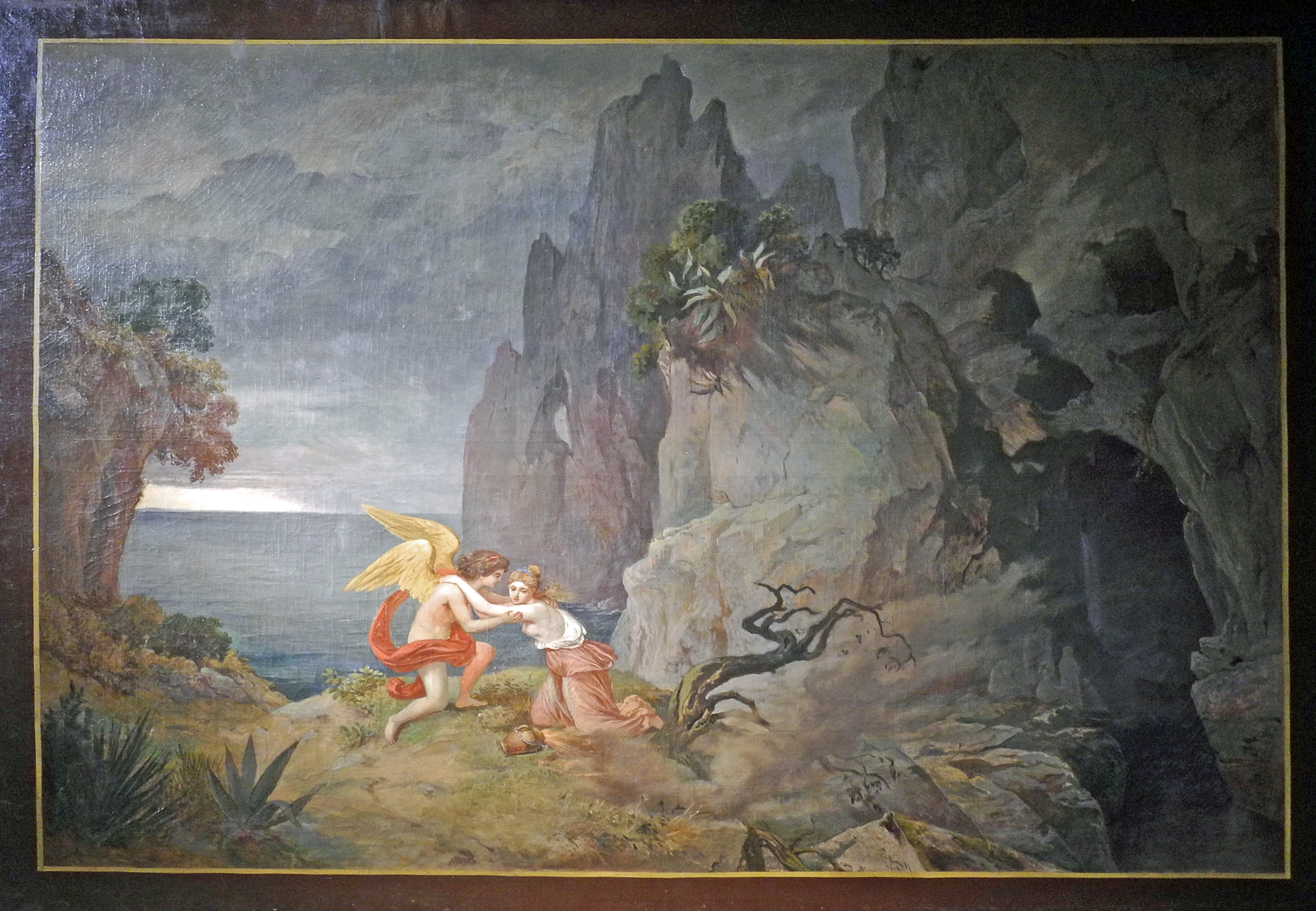
Amor und Psyche

Karl Gustav Adolf Thomas (* 28. September 1834 in Zittau; † 16. Januar 1887 in Dresden) war ein deutscher Landschaftsmaler.

## Leben
Adolf Thomas war Sohn eines Tischlermeisters.
Er studierte ab 1859 an der Dresdner Kunstakademie bei Ludwig Richter. 1861 nahm er an einer Studienreise durch Nordböhmen mit seinen Malerfreunden Viktor Paul Mohn (1842–1911), Karl Wilhelm Müller (1839–1904) und Franz Albert Venus (1842–1871) teil.
1863 wurde er mit einer Medaille ausgezeichnet. Dank eines 1864 erhaltenen Stipendiums unternahm er eine Studienreise nach Oberbayern und Tirol. Danach setzte er sein Studium in München bei Adolf Lier und Friedrich Voltz fort.
Nach Dresden zurückgekehrt widmete er sich der Landschaftsmalerei. Im Neuen Theater in Dresden malte Thomas im Treppenhaus eine Landschaft aus Goethes „Götz von Berlichingen“. Um 1873 malte er den Bilderzyklus „Amor und Psyche“, jetzt in den Städtischen Museen Zittau. 1876/77 Entwurf und Ausführung von vier Lünetten im Dresdner Hoftheater (Zwingerseite: Nathan und Götz von Berlichingen, Elbseite: Iphigenie und Eurydike).
Im Zeitraum von 1866 bis 1881 besuchte Thomas oft die Künstlerkolonie Brannenburg.
Im Jahre 1884 wurde Thomas zum Professor für Landschaftsmalerei an der von David Simonson gegründeten „Akademie für Zeichnen, Malen und Modellieren“ in Dresden berufen.
Sein Grab befindet sich auf dem Frauenfriedhof in Zittau.